# 巴林右旗
巴林右旗是内蒙古自治区赤峰市下辖的一个旗。面积9837平方公里，旗人民政府驻大板镇。

## 历史
秦汉时期，由长城外的山戎、东胡等族所居。後为拓跋鲜卑等部统治。
隋唐时期，宇文鲜卑后裔奚及契丹于该地游牧，隶属于唐松漠都督府。
辽代，区境属上京临潢府饶州。怀州是辽王朝兴筑的第二座奉陵邑，城址在今巴林右旗岗根庙村。
忽必烈建立元朝后，隶属中书省全宁路。
明前期，区境以查干木伦河为界，界西边北、南两小部分属蒙古鞑靼部；界东属明朝藩属兀良哈三卫之一的泰宁卫。明中期，察哈尔部迁至西拉木伦河流域，本境为蒙古大汗汗廷所在地。明天启七年（1627年）察哈尔西迁，本地为内喀尔喀之一的巴林部驻牧地。明崇祯元年（1628年），巴林部台吉色特尔率子色布腾、侄色棱及满珠习礼归服后金。天聪八年（1634年），后金将巴林部分为左右二翼，西面为巴林右翼。顺治五年（1648年），授管旗扎萨克，此后属昭乌达盟。雍正元年（1723年），置热河厅管辖旗内汉人，雍正十一年（1733年），改称承德府，下设八沟理事同知厅。巴林右旗属承德府八沟理事同知厅。乾隆三年（1738年），建乌兰哈达通判厅，乾隆四十三年（1778年），建热河道，改乌兰哈达厅为赤峰县。巴林右翼旗内汉人属热河道赤峰县，旗县并存。后在旗境内划出部分区域组建林西县。
1912年中华民国成立后属热河特别区。1933年，日本军占领热河省，以开鲁为所在地建兴安西分省，后又改称兴安西省。巴林右翼旗属满洲国兴安西省。
1945年10月，中国共产党热北地委、热北第五行政督察专员公署在林西建立。巴林右翼旗属热北专署。1946年6月5日，热北第五行政督察专员公署与东蒙古人民自治政府的昭乌达省合并，建立昭乌达盟行政委员会。巴林右翼旗隶属昭乌达盟行政委员会。1946年8月17日，东蒙自治政府在林东成立昭乌达省。巴林右翼旗属昭乌达省。1947年，撤销昭乌达盟行政委员会，成立昭乌达盟人民政府。巴林右翼旗隶属内蒙古自治政府的昭乌达盟人民政府。
1969年8月1日，巴林右旗随昭乌达盟划归辽宁省。1979年7月1日，巴林右旗随昭乌达盟划回内蒙古自治区。1983年10月10日，昭乌达盟改为赤峰市。巴林右旗隶属赤峰市。

## 行政区划
巴林右旗下辖5个镇、4个苏木：
大板镇、索博日嘎镇、宝日勿苏镇、查干诺尔镇、巴彦琥硕镇、西拉沐沦苏木、巴彦塔拉苏木、幸福之路苏木、查干沐沦苏木、大板煤电化基地、达尔罕街道和赛罕街道。

## 人口
根据第七次人口普查数据，截至2020年11月1日零时，巴林右旗常住人口为155027人。

## 交通
- 303国道过境。

## 旅游
主要景点有巴彦塔拉草原、麻斯塔拉草原旅游景区、海日其格沟（荣生）十八景旅游景区，以赛罕罕乌拉为中心的辽代黑山、黑河（今查干沐沦河）自然旅游景区。以辽代庆陵、庆州白塔为中心的人文旅游景区。以荟福寺、康熙行宫和巴林郡王府为代表的清代古建筑景区等。

## 特产
巴林石：中国地理标志产品。